# Nicolas Slonimsky
Nicolas Slonimsky (ros. Николай Леонидович Слонимский Nikołaj Leonidowicz Słonimski; ur. 15 kwietnia?/27 kwietnia 1894 w Petersburgu, zm. 25 grudnia 1995 w Los Angeles) – amerykański muzykolog, dyrygent i kompozytor pochodzenia rosyjskiego. 

## Życiorys
Urodził się w nawróconej na prawosławie rodzinie pochodzenia żydowskiego: jego ojcem był Leonid Ludwik Słonimski, a dziadkiem – Chaim Zelig Słonimski. Był uczniem Izabeli Wengerowej, studiował w Konserwatorium Petersburskim u Wasilija Kałafatiego i Maksimiliana Sztajnberga. W latach 1921–1923 przebywał w Paryżu, następnie wyjechał do Stanów Zjednoczonych, w 1931 roku otrzymując obywatelstwo amerykańskie. W latach 1923–1925 wykładał w Eastman School of Music w Rochester. Od 1925 do 1927 roku był sekretarzem Siergieja Kusewickiego. Dyrygował Harvard University Orchestra (1927–1930) i założoną przez siebie Chamber Orchestra of Boston (1927–1934). Jako dyrygent występował regularnie w obydwu Amerykach oraz Europie.
W latach 40. poświęcił się pracy naukowej, w latach 1945–1947 był wykładowcą języków i literatury słowiańskiej na Uniwersytecie Harvarda. Prowadził zajęcia poświęcone muzyce w Colorado College w Colorado Springs (1940 i 1947–1949), Simmons College w Bostonie (1947–1949), Peabody Conservatory w Baltimore (1956–1957), University of California w Los Angeles (1964–1967). W latach 1962–1963 gościł z wykładami w ZSRR, Polsce, Jugosławii, Rumunii i Grecji.

## Twórczość
Związany był ze środowiskiem amerykańskiej awangardy muzycznej, jako dyrygent propagował i poprowadził prawykonania utworów takich twórców jak Charles Ives, Carl Ruggles, Edgar Varèse czy Henry Cowell. Jako kompozytor eksperymentował z tonalnością, wprowadzał współbrzmienia atonalne i politonalne oraz serie dwunastodźwiękowe. Skomponował m.in. Studies in Black and White na fortepian (1928), My Toy Balloon na orkiestrę i 100 kolorowych balonów (1942), Gravestones na głos i fortepian (1945), Minitudes na fortepian (1971–1977). Był autorem leksykonów Thesaurus of Scales and Melodic Patterns (1947) i Lexicon of Musical Invective (1953). Od 1958 roku redagował kolejne wydania Baker’s Biographical Dictionary of Musicians. Napisał prace Music since 1900 (1937, 5. wydanie 1986) i Music in Latin America (1945), a także autobiografię Perfect Pitch (1986).